# ダン・イゲ
ダン・イゲ（Dan Ige、1991年8月6日 - ）は、アメリカ合衆国の男性総合格闘家。ハワイ州ハレイワ出身。アメリカン・キックボクシング・アカデミー/エクストリーム・クートゥア所属。UFC世界フェザー級ランキング14位。沖縄出身の日本人を祖父に持つ日系アメリカ人。

## 来歴

### 総合格闘技
2014年、プロ総合格闘技デビュー。ローカル団体で8戦7勝の戦績を残す。
2017年7月25日、Dana White's Contender Series 3でルイス・ゴメスと対戦し、リアネイキドチョークで3R一本勝ち。この勝利により、UFCとの契約権を獲得した。

### UFC
2018年1月20日、UFC初参戦となったUFC 220でフリオ・アルセと対戦し、0-3の判定負け。
2019年3月16日、UFC Fight Night: Till vs. Masvidalでダニー・ヘンリーと対戦し、リアネイキドチョークで1R一本勝ち。パフォーマンス・オブ・ザ・ナイトを受賞した。
2020年5月16日、UFC on ESPN 8: Overeem vs. Harrisでエジソン・バルボーザと対戦し、2-1の判定勝ち。6連勝となった。
2020年7月16日、UFC on ESPN 13: Kattar vs. Igeでフェザー級ランキング6位のカルヴィン・ケイターと対戦し、0-3の5R判定負け。
2021年3月13日、UFC Fight Night: Edwards vs. Muhammadでギャビン・タッカーと対戦し、右ストレートで開始22秒のKO勝ち。パフォーマンス・オブ・ザ・ナイトを受賞した。
2021年6月19日、UFC on ESPN: The Korean Zombie vs. Igeでフェザー級ランキング4位のジョン・チャンソンと対戦し、0-3の5R判定負け。
2021年12月11日、UFC 269でフェザー級ランキング7位のジョシュ・エメットと対戦し、0-3の判定負け。
2022年6月4日、UFC Fight Night: Volkov vs. Rozenstruikでフェザー級ランキング13位のモフサル・エフロエフと対戦し、0-3の判定負け。
2023年1月14日、UFC Fight Night: Strickland vs. Imavovでデイモン・ジャクソンと対戦し、左フックで2RKO勝ち。パフォーマンス・オブ・ザ・ナイトを受賞した。
2023年9月23日、UFC Fight Night: Fiziev vs. Gamrotでフェザー級ランキング10位のブライス・ミッチェルと対戦し、0-3の判定負け。
2024年2月10日、UFC Fight Night: Hermansson vs. Pyferでアンドレ・フィリと対戦し、右ストレートで1RKO勝ち。パフォーマンス・オブ・ザ・ナイトを受賞した。
2024年6月22日、UFC 303でフェザー級ランキング14位のディエゴ・ロペスと165ポンドのキャッチウェイト契約で対戦し、3Rにパンチを効かせ、パウンドで攻勢に立つなど善戦するも0-3の判定負け。当初、ロペスは同大会でフェザー級ランキング3位のブライアン・オルテガとライト級契約で対戦予定であったが、大会当日にオルテガが病気により欠場したため、大会開催地であるラスベガスに住んでいるイゲが僅か4時間前のオファーを受け急遽ロペスと対戦した。
2024年10月26日、UFC 308でフェザー級ランキング12位のリローン・マーフィーと対戦し、0-3の判定負け。

## 戦績
| 総合格闘技 戦績 | 総合格闘技 戦績 | 総合格闘技 戦績 | 総合格闘技 戦績 | 総合格闘技 戦績 | 総合格闘技 戦績 | 総合格闘技 戦績 |
| --------------- | --------------- | --------------- | --------------- | --------------- | --------------- | --------------- |
| 29 試合         | (T)KO           | 一本            | 判定            | その他          | 引き分け        | 無効試合        |
| 19 勝           | 7               | 5               | 7               | 0               | 0               | 0               |
| 10 敗           | 0               | 0               | 10              | 0               | 0               | 0               |

| 勝敗 | 対戦相手                     | 試合結果                            | 大会名                                     | 開催年月日     |
| ×    | パトリシオ・ピットブル       | 5分3R終了 判定0-3                   | UFC 318: Holloway vs. Poirier 3            | 2025年7月19日  |
| ○    | ショーン・ウッドソン         | 3R 1:12 TKO（スタンドパンチ連打）   | UFC 314: Volkanovski vs. Lopes             | 2025年4月12日  |
| ×    | リローン・マーフィー         | 5分3R終了 判定0-3                   | UFC 308: Topuria vs. Holloway              | 2024年10月26日 |
| ×    | ディエゴ・ロペス             | 5分3R終了 判定0-3                   | UFC 303: Pereira vs. Procházka 2           | 2024年6月30日  |
| ○    | アンドレ・フィリ             | 1R 2:43 KO（右ストレート→パウンド） | UFC Fight Night: Hermansson vs. Pyfer      | 2024年2月10日  |
| ×    | ブライス・ミッチェル         | 5分3R終了 判定0-3                   | UFC Fight Night: Fiziev vs. Gamrot         | 2023年9月23日  |
| ○    | ネイト・ランドワー           | 5分3R終了 判定3-0                   | UFC 289: Nunes vs. Aldana                  | 2023年6月10日  |
| ○    | デイモン・ジャクソン         | 2R 4:13 KO（左フック）              | UFC Fight Night: Strickland vs. Imavov     | 2023年1月14日  |
| ×    | モフサル・エフロエフ         | 5分3R終了 判定0-3                   | UFC Fight Night: Volkov vs. Rozenstruik    | 2022年6月4日   |
| ×    | ジョシュ・エメット           | 5分3R終了 判定0-3                   | UFC 269: Oliveira vs. Poirier              | 2021年12月11日 |
| ×    | ジョン・チャンソン           | 5分5R終了 判定0-3                   | UFC on ESPN 25: The Korean Zombie vs. Ige  | 2021年6月19日  |
| ○    | ギャビン・タッカー           | 1R 0:22 KO（右ストレート）          | UFC Fight Night: Edwards vs. Muhammad      | 2021年3月13日  |
| ×    | カルヴィン・ケイター         | 5分5R終了 判定0-3                   | UFC on ESPN 13: Kattar vs. Ige             | 2020年7月16日  |
| ○    | エジソン・バルボーザ         | 5分3R終了 判定2-1                   | UFC on ESPN 8: Overeem vs. Harris          | 2020年5月16日  |
| ○    | ミアサド・ベクティック       | 5分3R終了 判定2-1                   | UFC 247: Jones vs. Reyes                   | 2020年2月8日   |
| ○    | ケビン・アギラー             | 5分3R終了 判定3-0                   | UFC Fight Night: Moicano vs. Korean Zombie | 2019年6月22日  |
| ○    | ダニー・ヘンリー             | 1R 1:17 リアネイキドチョーク        | UFC Fight Night: Till vs. Masvidal         | 2019年3月16日  |
| ○    | ジョーダン・グリフィン       | 5分3R終了 判定3-0                   | UFC on FOX: Lee vs. Iaquinta 2             | 2018年12月15日 |
| ○    | マイク・サンチアゴ           | 1R 0:50 TKO（パウンド）             | UFC 225: Whittaker vs. Romero 2            | 2018年6月9日   |
| ×    | フリオ・アルセ               | 5分3R終了 判定0-3                   | UFC 220: Miocic vs. Ngannou                | 2018年1月20日  |
| ○    | ルイス・ゴメス               | 3R 3:23 リアネイキドチョーク        | Dana White's Contender Series 3            | 2017年7月25日  |
| ○    | ロニウド・アウグスタ・ブラゴ | 5分3R終了 判定3-0                   | Titan FC 44                                | 2017年5月19日  |
| ○    | フェルナンド・パディージャ   | 5分3R終了 判定3-0                   | Cage Fury Fighting Championships           | 2017年3月25日  |
| ○    | ディエゴ・ピチリンゲ         | 2R 0:52 キムラロック                | Legacy FC 62                               | 2016年11月11日 |
| ○    | クレイグ・キャンベル         | 1R 3:31 TKO（パウンド）             | Legacy FC 57                               | 2016年7月1日   |
| ○    | ジェームス・ジョーンズ       | 1R 3:56 TKO（ドクターストップ）     | Shogun Fights 14                           | 2016年4月16日  |
| ×    | 中島太一                     | 5分3R終了 判定1-2                   | PANCRASE 272                               | 2015年11月28日 |
| ○    | イアン・ミラン               | 1R 1:51 リアネイキドチョーク        | RFA                                        | 2015年2月6日   |
| ○    | スペンサー・ヒガ             | 3R 3:07 腕ひしぎ十字固め            | Star Elite Cage Fighting                   | 2014年6月14日  |

## 表彰
- UFCパフォーマンス・オブ・ザ・ナイト（4回）